# Żagań (comune rurale)
Żagań (in tedesco Sagan) è un comune rurale polacco del distretto di Żagań, nel voivodato di Lubusz.
Ricopre una superficie di 281,11 km² e nel 2004 contava 7 012 abitanti.
Il capoluogo è Żagań, che non fa parte del territorio ma costituisce un comune a sé.